# Thimbleweed Park
Thimbleweed Park est un jeu vidéo d'aventure en pointer-et-cliquer développé et édité par Terrible Toybox, sorti en 2017 sur Windows, Mac, Linux, PlayStation 4, Xbox One, Nintendo Switch, iOS et Android.

## Système de jeu
Thimbleweed Park est un point and click "à l'ancienne". Dans la veine des Monkey Island, Day of the Tentacle et autres Indiana Jones qui ont fait les grandes années du studio Lucas Arts (Ron Gilbert qui a participé au développement était un des piliers de ce studio).

## Développement
Le jeu a été financé sur Kickstarter où il a reçu 626 250 $ de 15 623 contributeurs pour une demande initiale de 375 000 $.

## Accueil
- Adventure Gamers : 5/5[2]
- Canard PC : 8/10[3]
- Gamekult : 7/10[4]
- Jeuxvideo.com : 16/20[5]